# Brachytarsomys
Brachytarsomys é um género de roedor da família Nesomyidae.

## Espécies
- Brachytarsomys albicauda Günther, 1875
- Brachytarsomys mahajambaensis (extinto)
- Brachytarsomys villosa Petter, 1962